# 绒毛山蚂蝗
绒毛山蚂蝗（学名：Desmodium velutinum），又名绒毛叶山蚂蝗，为豆科山蚂蝗属下的一种灌木，全株包括叶子两面在内密被褐色絨毛，因而得名。总状花序，开紫红色花。

## 扩展阅读
- 維基物種上的相關：绒毛山蚂蝗